# Evropski svet združenj književnih prevajalcev
CEATL (Conseil Européen des Associations de Traducteurs Littéraires – Evropski svet združenj književnih prevajalcev) je mednarodno nepridobitno združenje, ki se zavzema za boljši položaj literarnega prevajanja in literarnih prevajalcev v Evropi. Deluje pod okriljem belgijske zakonodaje, njegovi člani pa so društva literarnih prevajalcev iz različnih evropskih držav.

## Zgodovina
Leta 1987 so se prevajalci med konferenco o književnem prevajanju (Assises de la traduction littéraire) v Arlesu sestali na neformalnem srečanju, kjer se je porodila zamisel, da bi ustanovili združenje na evropski ravni.
Uradno so CEATL kot mednarodno nepridobitno združenje (AISBL) pod belgijsko zakonodajo osnovali šele leta 1991 na otoku Procida. Ustanovne države članice so bile Avstrija, Belgija, Danska, Francija, Grčija, Italija, Nemčija, Nizozemska, Švedska in Španija.
Danes CEATL povezuje 29 društev iz 24 evropskih držav in zastopa približno 8500 posameznih avtorjev in avtoric. V zadnjih letih se mu je pridružilo več društev iz držav nekdanjega vzhodnega bloka in Turčije.

## Cilji
CEATL uresničuje dva sklopa ciljev, notranjega in zunanjega.
Na notranji ravni zbira informacije o položaju literarnega prevajanja in literarnih prevajalcev v državah članicah ter si izmenjuje izkušnje in zglede uspešnega delovanja (best practice) v teh državah. 
Na zunanji ravni CEATL ščiti zakonske, družbene in ekonomske interese književnih prevajalcev v evropskem kontekstu, kar vključuje tudi lobiranje pri Evropski uniji in javno odzivanje na dogodke ter težnje, ki vplivajo na prevajalski poklic in kakovost literarnega prevajanja. Individualno pomaga društvom članom pri utrjevanju položaja književnih prevajalcev v njihovi državi.

## Države in regije članice
- Avstrija
- Baskija
- Belgija
- Češka
- Danska
- Finska
- Flamska
- Francija
- Grčija
- Hrvaška
- Katalonija
- Irska
- Italija
- Litva
- Madžarska
- Nemčija
- Nizozemska
- Norveška
- Portugalska
- Romunija
- Slovaška
- Slovenija
- Španija
- Švedska
- Švica
- Turčija
- Združeno kraljestvo